# Zaimîșce, Talalaiivka
Zaimîșce (în ucraineană Займище) este un sat în comuna Ukraiinske din raionul Talalaiivka, regiunea Cernihiv, Ucraina.

## Demografie
Componența lingvistică a localității Zaimîșce
     Ucraineană (100%)
Conform recensământului din 2001, toată populația localității Zaimîșce era vorbitoare de ucraineană (100%).